# Zenson di Piave
Zenson di Piave is een gemeente in de Italiaanse provincie Treviso (regio Veneto) en telt 1771 inwoners (31-12-2004). De oppervlakte bedraagt 9,5 km², de bevolkingsdichtheid is 186 inwoners per km².

## Demografie
Zenson di Piave telt ongeveer 618 huishoudens. Het aantal inwoners steeg in de periode 1991-2001 met 8,0% volgens cijfers uit de tienjaarlijkse volkstellingen van ISTAT.
| Jaar | Inwoneraantal |
| ---- | ------------- |
| 1991 | 1568          |
| 2001 | 1694          |

## Geografie
Zenson di Piave grenst aan de volgende gemeenten: Fossalta di Piave (VE), Monastier di Treviso, Noventa di Piave (VE), Salgareda, San Biagio di Callalta.